# Mike Weaver (Boxer)
Michael Dwayne „Mike“ Weaver (* 14. Juni 1952 in Gatesville, Texas) ist ein ehemaliger US-amerikanischer Schwergewichtsboxer und früherer Titelträger des Weltverbands WBA.

## Laufbahn
Weaver wurde 1972 Profi und verlor drei seiner ersten vier Kämpfe. Mit einer Bilanz von sechs Siegen bei fünf Niederlagen trat er im Juli 1974 gegen den ungeschlagenen weißen Olympiateilnehmer Duane Bobick an und ging K. o.
Anschließend gelang ihm eine Serie von acht Siegen in Folge, bevor er wieder zweimal verlor. 1978 siegte er erstmals gegen einen namhaften Gegner, er schlug Bernardo Mercado (20-1) K. o.
Trotz dieser mäßigen Bilanz mit bereits acht Niederlagen erhielt er am 22. Juni 1979 die Möglichkeit, im Madison Square Garden gegen den ungeschlagenen WBC-Weltmeister Larry Holmes anzutreten. Der Kampf verlief dann jedoch ausgeglichener als allgemein erwartet. In der zwölften Runde konnte sich Holmes dann schließlich mit einem hart erkämpften Technischen K. o. durchsetzen.
Dennoch brachte die Leistung Weaver Anerkennung und nach zwei weiteren Siegen durfte er am 31. März 1980 einen weiteren Titelkampf, diesmal gegen den WBA-Weltmeister ungeschlagenen John Tate (Bilanz 20-0), bestreiten. Tate führte bis in die 15. und letzte Runde klar nach Punkten, als Weaver mit einer Angriffsattacke noch der schwere K. o. und damit der Titelgewinn gelang.
Den Gürtel konnte er dann zweimal verteidigen: Im Oktober 1980 durch einen Technischen K. o. gegen Gerrie Coetzee und im Oktober 1981 nach Punkten gegen den ungeschlagenen „Quick“ Tillis (Bilanz 20-0), der, nachdem er zu Beginn klar dominiert hatte, zum Ende des Kampfes konditionell völlig einbrach.
Er verlor den Titel dann am 10. Dezember 1982 durch einen umstrittenen Erstrundenabbruch an den ungeschlagenen Don King Jungstar Michael Dokes. Der direkte Rückkampf wurde unentschieden gewertet.
Einen letzten Titelkampf bestritt er am 15. Juni 1985 gegen WBC-Weltmeister Pinklon Thomas, dem er vorzeitig unterlag. Trotz eines K.-o.-Siegs gegen Carl „The Truth“ Williams ging es mit K.-o.-Niederlagen gegen James Smith und einer Punktniederlage gegen Donovan Ruddock bergab. 1987 besiegte er die ungeschlagenen James Pritchard (Bilanz 15-0) und Johnny Du Plooy (Bilanz 17-0), verlor aber fünf Monate später das Rematch gegen Johnny Du Plooy. Im Jahr 1991 verlor er gegen den aufstrebenden Lennox Lewis durch klassischen Knockout in Runde 6. Seinen letzten Kampf bestritt er im Jahr 2000 in einem Duell der Altstar gegen Larry Holmes und verlor.